# Lloydminster
Lloydminster é uma cidade da província canadense de Alberta e de Saskatchewan. Sua população é de 20 988 habitantes (do censo nacional de 2001), dos quais 7 840 (37,4%) vivem em Saskatchewan. O crescimento populacional da cidade foi sensivelmente maior na parte da cidade que fica em Alberta (16.2%, de 1996 a 2001) do que Saskatchewan (2,7%).